# Monte Wakakusa

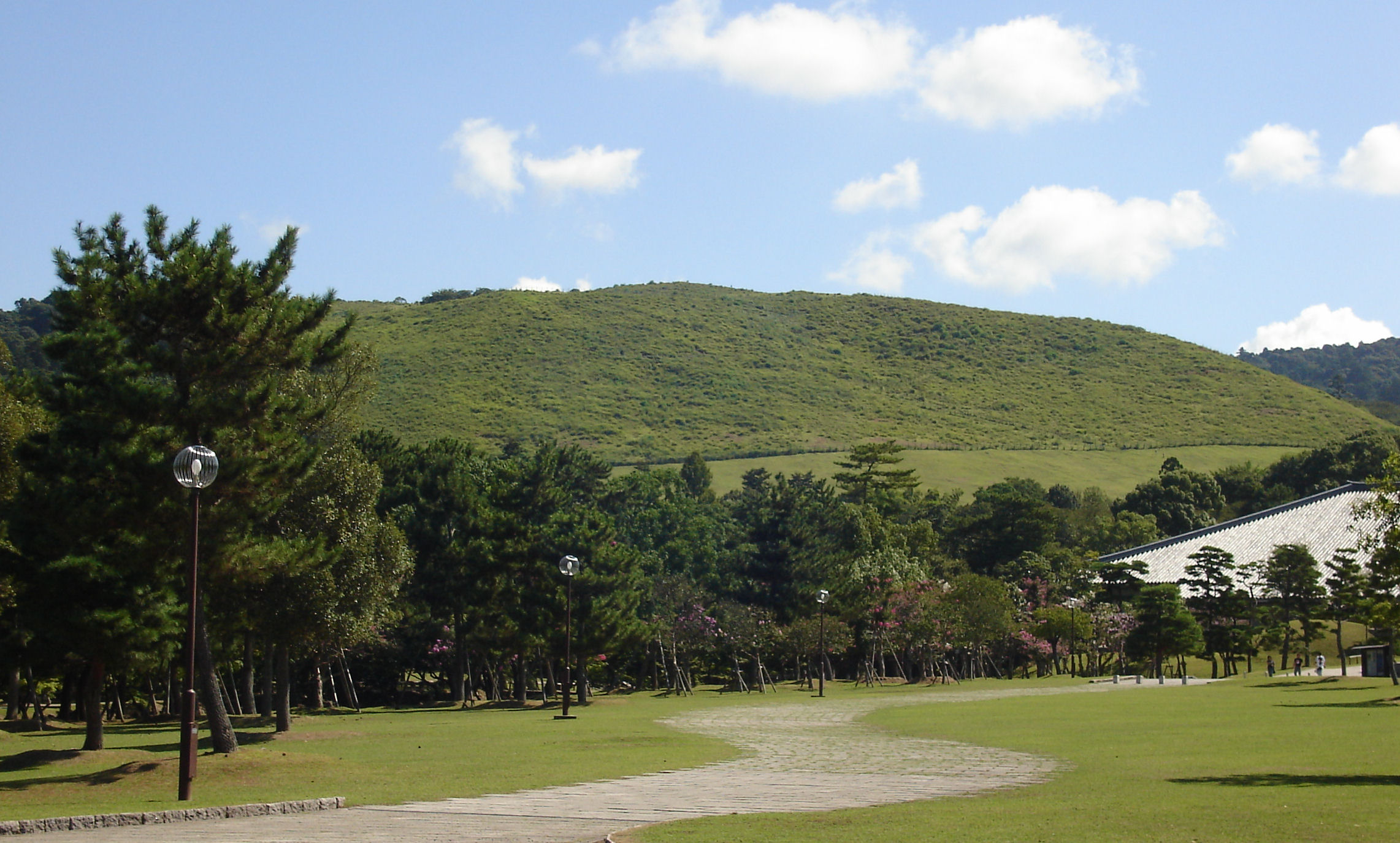
Monte Wakakusa

Il monte Wakakusa  (若草山,?, Wakakusa-yama), conosciuto anche come monte Mikasa  (三笠山,?, Mikasa-yama), è una montagna alta 342 m situata a Nara, nella prefettura di Nara, in Giappone, ad est del parco di Nara.